# آمینواسید کتوژنیک

خلاصه‌ای از فروگشت (کاتابولیسم) آمینواسیدها

آمینواسید کتوژنیک (انگلیسی: Ketogenic amino acid) آمینواسیدی است که می‌تواند مستقیماً به استیل-کوآ تجزیه شود که پیش‌مادهٔ اجسام کتونی و میلین است، به‌ویژه در ابتدای کودکی، هنگامی که مغز در حال رشد، به میزان بالایی میلین نیاز دارد. این در تضاد با آمینواسیدهای گلوکوژنیک است که به گلوکز تبدیل می‌شوند. آمینواسیدهای کتوژنیک توانایی تبدیل شدن به گلوکز را ندارند زیرا هر دو اتم کربن در ساختار کتون در نهایت در چرخه اسید سیتریک به کربن دی‌اکسید تبدیل می‌شوند.
در انسان، دو آمینواسید لوسین و لیزین منحصراً کتوژنیک هستند. پنج مورد دیگر نیز که عبارتند از فنیل آلانین، ایزولوسین، ترئونین، تریپتوفان و تیروزین، هم کتوژنیک و هم گلوکوژنیک هستند. سیزده آمینواسید باقیمانده نیز منحصراً گلوکوژنیک هستند.

## پژوهش‌ها
از آنجا که آمینواسیدهای کتوژنیک نقش مهمی در بدن انسان دارند، باعث شده تا دانشمندان به مطالعهٔ رژیم‌های غذایی غنی از آمینواسید کتوژنیک (KAAR) به عنوان درمان احتمالی بیماری کبد چرب غیر الکلی (NAFLD) و دیابت بپردازند. پژوهش‌های رژیم غذایی در مورد بیماری کبد چرب در موش‌ها نشان می‌دهند که کاهش مصرف آمینواسیدهای کتوژنیک لیزین و ترئونین ممکن است باعث استئاتوز کبدی شود که دلیل اصلی بیماری کبد چرب غیر الکلی است. به‌طور ویژه نشان داده شده‌است که لوسین نقشی مهم در مسیر سوخت و ساز انسولین دارد. لوسین می‌تواند با فعال‌سازی بیش از حد کمپلکس رپامایسین ۱ (mTORC1) و پروتئین اس ۶ کیناز ۱ (S6K1) سبب ایجاد مقاومت به انسولین شود. پژوهش‌های بیشتر نشان می‌دهد که رژیم‌های غذایی غنی از آمینواسید ممکن است به کاهش چاقی و کاهش مقاومت یاخته‌ها به انسولین کمک کنند، اما استفاده از آن‌ها همچنان مورد اختلاف است.